# Совместное командование специальных операций США
Совместное (межвидовое) командование специальных операций США  (англ. Joint Special Operations Command; JSOC) было создано в составе Министерства обороны США в качестве самостоятельного оперативного управления в конце 1980 года в результате неудачи операции сил СпН США по освобождению захваченного революционными повстанцами посольства США в Тегеране. Значительную организационную роль на первых порах формирования командования сыграл полковник Чарли Беквит.
Органы управления и планирования командования расквартированы при главном гарнизоне войск СпН СВ Форт-Брэгг в Северной Каролине на территории аэродрома «Поп-Филд».
Основной задачей Командования специальных операций США на данный момент является противодействие угрозе международного терроризма специальными средствами на заморских ТВД. Совместное командование специальных операций является оперативным управлением в составе Командования специальных операций США. В ряд задач, поставленных перед Совместным командованием специальных операций США входят:
- Выработка и постановка задач для подразделений и частей СпН постоянной боевой готовности
- выработка практических методик совместного применения частей и подразделений СпН различных родов войск
- Разработка теории и стандартизация методик боевой подготовки подразделений и частей СпН, выдача технических заданий на разработку специализированного снаряжения и вооружения войск и частей СпН
- Разработка теории боевого взаимодействия подразделений и частей СпН всех видов вооружённых сил (СВ, ВМС, ВВС)

## Части постоянной боевой готовности СпН в подчинении Совместного командования специальных операций США
Совместному командованию специальных операций США в оперативном отношении подчиняются все разведывательно-диверсионные части и подразделения войск СпН США, постоянно готовые к отправке на заморские ТВД. На данный момент в разведывательно-диверсионные части постоянной боевой готовности войск СпН США официально входят:
- Группа «Дельта»
- Группа развития специальных средств войны флота
- 24-й специальный тактический эскадрон[англ.][6]

Совместно с частями постоянной боевой готовности к выполнению специальных заданий по приказу Совместного командования специальных операций могут привлекаться также подразделения 75-го полка рейнджеров и 160-го авиаполка СпН армейской авиации (в том числе в составе 121-й, позже 145-й оперативной группы (ОГ) СпН по Ираку и Афганистану).
В качестве органов спецразведки Совместное командование специальных операций использует в оперативном районе
- отдел оперативной разведки (ОР) РУ СВ США[англ.] (U.S. Army Intelligence Support Activity)

Оперативно-боевые группы (ОБГ) разведки в районе ответственности:
- организуют агентурным путём сбор, оценку и анализ разведывательной информации в интересах частей СпН СВ и частей СпН других родов войск (по необходимости)
- развертывают в оперативном районе сети спецсвязи и организуют сбор разведывательной информации техническими средствами во взаимодействии с подразделениями Агентства национальной безопасности США (как на ТВД, так и на территории США)[10].
- выдают частям и подразделениям СпН СВ конкретные рекомендации по ведению разведывательно-диверсионных действий в данном районе
- осуществляют координацию боевой разведработы с органами военной разведки других родов войск в данном районе

В районах боевых действий бойцы и оперативные сотрудники действуют в непосредственном контакте с подразделениями Управления стратегической поддержки РУМО США (DIA Strategic Support Branch) и подразделениями управления специальных операций ЦРУ.

### Передовые части поля боя СпН
Передовыми частями поля боя СпН Министерство обороны США считает части и подразделения СпН постоянной боевой готовности, задачей которых является ведение разведки переднего края, захват передовых плацдармов, нарушение коммуникаций и срыв боеготовности сил противника, диверсии в тылу противника непосредственно перед высадкой и развертыванием основных сил ВС США.
Совместные действия частей спецразведки и сил СпН определяются доктриной ВС США и ВС НАТО как «подготовка оперативного ТВД для развертывания основной группировки ВС».
В передовые части поля боя СпН США входят группа «Дельта» и Группа развития специальных средств войны флота, взаимодействующие с органами спецразведки СВ США. По определению генерала СВ США Майкла Репасса (англ. Michael Repass, в прошлом командира 10-го полка СпН СВ), «передовые части поля боя СпН выполняют задачи специального характера и работают по заранее назначенным стратегическим целям на всю глубину оперативного района с целью подготовки безопасной высадки основной группировки войск и её развертывания в оперативном районе».

## Боевое применение частей Совместного командования специальных операций

### Боевое применение частей Совместного командования специальных операций в Пакистане
Официально считается, что части СпН США, расквартированные в Афганистане, не имеют права без особого разрешения пересекать афгано-пакистанскую границу. Тем не менее, по данным иранского информационного агентства ИРНА, в январе 2006 года подразделения СпН СВ США незаконно пересекли афгано-пакистанскую границу в попытке захватить руководство «Аль-Каиды» (в том числе, предположительно, лично Усамы бин Ладена) в н.п. Сайдгай (провинция Северный Вазиристан). Информационные агентства Пакистана отрицали факт подобного нарушения государственной границы.
Согласно материалам американской газеты «Вашингтон Пост», в период до 2006 года органы планирования Совместного командования специальных операций (начальник управления — генерал-лейтенант Стэнли Маккристал) исходили из крайне отрицательного отношения гражданских и военных властей Пакистана к публикации в СМИ информации о сотрудничестве ВС Пакистана и ВС США, а также о тех или иных действиях подразделений и частей ВС США на территории Пакистана. Также, согласно результатам опубликованного в 2009 году в издании The Nation журналистского расследования, подразделения Совместного командования специальных операций и военные специалисты частной военной компании «Блэкуотер» развернули в Карачи региональный центр боевого управления СпН, занимавшийся планированием и реализацией спецопераций по уничтожению лидеров партизан, психологической войны, воздушной разведки района, а также ударов с привлечением БПЛА. В 2009 году на сайте «Викиликс» была опубликована закрытая переписка посольства США в Пакистане с отчётом посла Энн Паттерсон о получении от Генерального штаба ВС Пакистана разрешения на расквартирование на территории страны частей ВС США, включая и подразделения частей постоянной готовности и оказания им содействия со стороны командования ВС Пакистана. Данная публикация опровергла утверждения официальных лиц МО США, что присутствие военнослужащих СпН США на территории Пакистана ограничивается подготовкой личного состава ВС Пакистана. В публикации также упоминались конкретные задачи частей постоянной готовности СпН США на территории Пакистана, в том числе агентурная и видовая разведка в интересах ЦБУ СпН ВС США в Карачи.
В 2011 году Совместному командованию специальных операций было поручено спланировать и реализовать на территории Пакистана специальную операцию по уничтожению лидера «Аль-Каиды» Усамы бин Ладена (кодовое наименование «Копьё Нептуна»). Операция была реализована в мае 2011 года силами подразделений Группы развития специальных средств войны флота

### Боевое применение частей Совместного командования специальных операций в Афганистане
Согласно информации, обнародованной в снятом в США документальном фильме «Грязные войны», части СпН, подчинённые Совместному командованию специальных операций, ответственны за значительное количество спецопераций в Афганистане, в том числе с жертвами среди мирного населения. Во время одной из спецопераций в городе Гардез (провинция Пактия, недалеко от укрепрайона Тора-Бора) от огня военнослужащих СпН США погибли служащие афганской полиции и несколько гражданских женщин. В результате этой трагедии глава Совместного командования специальных операций адмирал Уильям Макрэйвен принёс извинения родственникам погибших и возместил материальный ущерб подарками в виде голов скота.
Общее количество спецопераций, спланированных и реализованных под руководством Совместного командования специальных операций точно неизвестно, так как все отчёты о действиях частей СпН постоянной готовности предоставляются непосредственно президенту США и его ближайшим советникам, в том числе членам Совета национальной безопасности США. Рядовые сотрудники и большинство руководителей МО США не имеют доступа к полной информации об операциях планируемых и проводимых Совместным командованием специальных операций. Ни одна из операций частей постоянной готовности СпН США до сего времени не нашла полного освещения в прессе.

### Боевое применение частей Совместного командования специальных операций в Ираке
В январе 2007 года президент США Джордж Буш-младший публично заявил о необходимости «поиска и уничтожения военными средствами ячеек и организаций, обеспечивающих подготовку и снабжение противоправительственных НВФ в Ираке». На заседании Комитета по международным отношениям Сената США председатель комитета Джо Байден проинформировал Госсекретаря США Кондолизу Райс, что администрация президента США не имеет прав на планирование и проведение спецопераций за пределами государственной границы Ирака. По мнению Байдена, «мандат, данный президенту США Конгрессом на применение вооружённых сил США в Ираке не давал ему права на применение военной силы вне границ страны».
Несмотря на подобные заявления, Совместное командование специальных операций совместно с управлением специальных операций ЦРУ начало в 2007 году проведение силами разведывательно-диверсионных групп на ирано-иракской границе и вглубь территории Ирана разведрейдов со временных баз на юге Ирака. Основной задачей подразделений и групп СпН США на ирано-иракской границе являлось противодействие иранскому спецподразделению «Кудс», а также захват его бойцов и командиров.

### Боевое применение частей Совместного командования специальных операций в Сирии
Зафиксировано участие военнослужащих JSOC в штурме Ракки, в том числе 75-го рейнджерского полка и 160-го авиационного полка специального назначения.
Первыми в район Ракки выдвинулись бойцы группы «Дельта» и рейнджеры в качестве штурмовых команд в городской застройке. Они использовали ПНВ, тепловизоры и бесшумное оружие. При боях за Табку, рейнджерские группы использовали лёгкие вертолёты семейства Hughes 500: ударные AH-6 и транспортные MH-6 Little Bird, стоящих на вооружении 160-го авиаполка СпН. Однако американский спецназ не брал на себя ударную роль в штурме самой Ракки.
Помимо этого в Рожаве появлялись самолёты без опознавательных знаков. Утечки в СМИ позволили идентифицировать их принадлежность к эскадрилье E группы «Дельта». После захвата табкинского аэродрома, на нём разместились CV-22 Osprey, C-130 (в том числе в варианте для сил СпН — MH-130). В качестве средств разведки фигурировал самолёт радиоэлектронной борьбы на базе CN-235, оснащённый средствами оптикоэлектронной (визуальной) и радиоэлектронной разведки (РЭР). Это позволяло наблюдение за радио- и сотовой связью, обнаружение источников сигнала в режиме реального времени для передачи целей авиации и артиллерии. Оптикоэлектронные системы на CN-235 состоят из камер высокого разрешения обозревающих площади в десятки км². Таким образом, Вооружённые силы США отстранились от прямого участия в штурме города, предоставив, тем не менее, союзным формированиям SDF всемерную авиационную и информационную поддержку.

## Главы Совместного командования специальных операций США
| Звание                          | Начало срока | Конец срока |
| ------------------------------- | ------------ | ----------- |
| Генерал-майор Р. Шолтес         | 1980. 10     | 1984. 8     |
| Генерал-майор К. Стинер         | 1984. 8      | 1987. 1     |
| Генерал-майор Г. Лак            | 1987. 1      | 1989. 12    |
| Генерал-майор У. Даунинг        | 1989.12      | 1991. 8     |
| Генерал-майор У. Гаррисон       | 1991. 8      | 1994. 7     |
| Генерал-майор П. Шумейкер       | 1994. 7      | 1996. 8     |
| Генерал-майор М. Канаван        | 1996. 8      | 1998. 8     |
| Генерал-лейтенант Б. Браун      | 1998. 8      | 2000. 10    |
| Генерал-лейтенант Д. Дейли      | 2000. 10     | 2003. 9     |
| Генерал-лейтенант С. Маккристал | 2003.9       | 2008.6      |
| Вице-адмирал У. Маккрейвен      | 2008. 6      | 2011. 6     |
| Генерал-лейтенант Д. Вотел      | 2011. 6      | 2014. 7     |
| Генерал-лейтенант Р. Томас      | 2014. 7      | 2016. 3     |
| Генерал-лейтенант О. Миллер     | 2016. 3      | Н. вр.      |